# Schaal Sels 2022
La Schaal Sels 2022, novantaquattresima edizione della corsa e valida come prova dell'UCI Europe Tour 2022 categoria 1.1, si svolse il 21 agosto 2022 su un percorso di 114,7 km con partenza e arrivo a Merksem, in Belgio. La vittoria andò al belga Arnaud De Lie, il quale completò il percorso in 2h25'11", alla media di 47,402 km/h, precedendo il britannico Chris Lawless e il connazionale Kenneth Van Rooy.
Sul traguardo di Merksem 110 ciclisti, dei 118 partenti, portarono a termine la competizione.

## Squadre e corridori partecipanti
| N.    | Cod. | Squadra                   |
| ----- | ---- | ------------------------- |
| 1-7   | LTS  | Lotto Soudal              |
| 12-17 | IWG  | Intermarché-Wanty-Gobert  |
| 21-27 | ADC  | Alpecin-Deceuninck        |
| 31-37 | BWB  | Bingoal Pauwels Sauces WB |
| 41-47 | HPM  | Human Powered Health      |
| 51-57 | SVB  | Sport Vlaanderen-Baloise  |
| 61-67 | TEN  | TotalEnergies             |
| 71-77 | ABC  | Abloc CT                  |
| 81-87 | BCY  | BEAT Cycling              |

| N.      | Cod. | Squadra                           |
| ------- | ---- | --------------------------------- |
| 91-97   | BEB  | Bolton Equities Black Spoke       |
| 101-107 | EHS  | Elevate p/b Home Solution Soenens |
| 111-117 | EVO  | EvoPro Racing                     |
| 121-127 | GDM  | Geofco-Doltcini Materiel Velo.com |
| 133-137 | MET  | Metec-Solarwatt p/b Mantel        |
| 141-147 | MCT  | Minerva Cycling                   |
| 151-157 | TIS  | Tarteletto-Isorex                 |
| 161-167 | VWE  | VolkerWessels Cycling Team        |
| 171-177 | XSU  | XSpeed United Continental         |

## Ordine d'arrivo (Top 10)
| Pos. | Corridore        | Squadra       | Tempo    |
| ---- | ---------------- | ------------- | -------- |
| 1    | Arnaud De Lie    | Lotto         | 2h25'11" |
| 2    | Chris Lawless    | TotalEnergies | s.t.     |
| 3    | Kenneth Van Rooy | Sport Vl.     | s.t.     |
| 4    | Milan Menten     | Bingoal       | s.t.     |
| 5    | Corné van Kessel | Intermarché   | s.t.     |
| 6    | Tom Devriendt    | Intermarché   | s.t.     |
| 7    | Dries Van Gestel | TotalEnergies | s.t.     |
| 8    | Arne Marit       | Sport Vl.     | s.t.     |
| 9    | Andrea Pasqualon | Intermarché   | s.t.     |
| 10   | Davide Bomboi    | Elevate       | s.t.     |